# Bismarckturm (Bad Salzuflen)

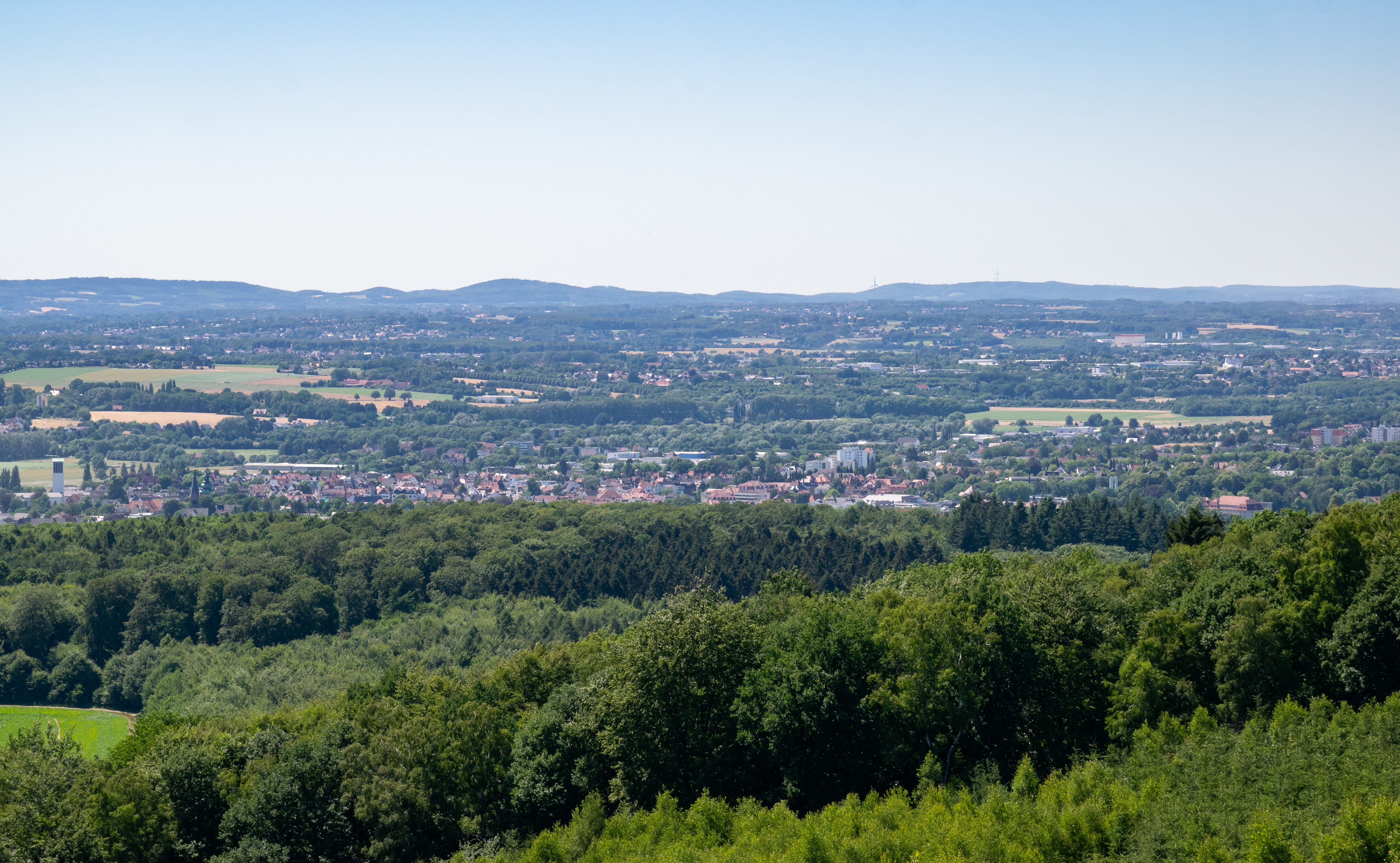
Blick vom Bismarckturm Richtung Bad Salzuflen

Der Bismarckturm Bad Salzuflen ist ein 18 Meter hoher Bismarckturm auf dem Vierenberg zwischen Wüsten, Schötmar, Hollenstein und Bad Salzuflen im nordrhein-westfälischen Kreis Lippe in Deutschland.
Der Turm entstand nach einem Entwurf von Baurat Paul Böhmer in Detmold. Der erste Spatenstich erfolgte am 1. April 1900, dem Geburtstag Otto von Bismarcks. Amtshauptmann Theodor Heldman hielt vor ungefähr eintausend Mitgliedern der aus dem Amtsbezirk erschienenen Gesangs-, Turner- und Kriegervereine die Festrede. Ein halbes Jahr später, am 14. Oktober 1900, dem Jahrestag der Völkerschlacht bei Leipzig, wurde der aus behauenem Sandstein und Ziegelmauerwerk erbaute Turm eingeweiht. Die Baukosten betrugen 12.000 Mark; davon wurden unter anderem 8.000 Mark durch einen „Jahrmarkt zum Besten des Fonds für den Bismarckthurm“ eingebracht und ein Teil von den Hoffmann’s Stärkefabriken gespendet.
Von der Aussichtsplattform reichte der Blick über Bad Salzuflen, den Teutoburger Wald mit dem Hermannsdenkmal, das Lippische Bergland bis hin zum Kaiser-Wilhelm-Denkmal an der Porta Westfalica.
Nach einer 1999 erfolgten Sanierung wurde der Turm 2003 wegen Einsturzgefahr gesperrt. Nach einer weiteren Sanierung erfolgte am 11. Januar 2005 die Wiedereröffnung. Der Bismarckturm ist zu bestimmten Zeiten geöffnet.